# Eurymorphopus cunctatus
Eurymorphopus cunctatus är en insektsart som först beskrevs av Bolívar, I. 1887.  Eurymorphopus cunctatus ingår i släktet Eurymorphopus och familjen torngräshoppor. Inga underarter finns listade i Catalogue of Life.